# Villanúa
Villanúa è un comune spagnolo di 475 abitanti situato nella comunità autonoma dell'Aragona, noto per le sue grotte, visitate ogni anno da migliaia di turisti (fra queste una conosciuta come Las Guixas, la cui altezza supera i venti metri).

Fa parte della comarca della Jacetania.
Il centro ha conosciuto, a partire dagli anni settanta del Novecento, un notevole sviluppo turistico, determinato in gran parte dalla vicinanza ad Astún e Candanchú, due fra le più importanti stazioni sciistiche dei Pirenei aragonesi. Nel suo territorio comunale si erge il massiccio (e il picco) della Collarada